# 終極密碼
終極密碼是一項團體遊戲，遊戲可以由三人以上進行(含主持人一人)。

## 玩法
主持人會選出一個自然數，此數字稱為「密碼」，不能讓其他參與遊戲者得知。而遊戲參與者輪流報一個數字，且必须在指定范围（一開始為0至100）内报数，主持人要告知該密碼是在玩家所報數字之上或之下，並依據此條件縮小指定範圍(如:範圍為0～100，玩家猜50，主持人就要說0-50或50-100)，直至有人報出密碼，則輸掉這場遊戲。
例如：範圍為1～99，終極密碼為46，兩個人玩：
甲猜83，範圍變1-83。
乙猜24，範圍變24-83。
甲猜35，範圍變35-83。
乙猜67，範圍變35-67。
甲猜52，範圍變35-52。
乙猜45，範圍變45-52。
甲猜48，範圍變45-48。
乙猜46，乙就輸掉這場遊戲。

## 注意事項
- 主持人不能寫範圍的上限和下限。例如：範圍是1～99，主持人就不能寫1和99，只能寫2～98之間的數字。
- 玩家也不能選範圍的上限和下限。例如：現在的範圍是42～48，玩家也不能選42和48。只能選43～47之間的數字。
- 若現在的範圍是56～60且密碼為57，甲選58，則範圍變56～58。因為乙只剩下57可以選，則乙就輸了。